# Edmund Beaufort, 4. hertug af Somerset
Edmund Beaufort (ca. 1438 – 6. maj 1471), tituleret som 4. hertug af Somerset, var en engelsk adelsmand og hærfører under Rosekrigene, hvor han støttede kong Henrik 6. af Huset Lancaster.

## Liv
Edmund Beaufort, født omkring 1438, var den anden søn af Edmund Beaufort, 1. hertug af Somerset og hans hustru Eleanor, datter af Richard Beauchamp, 13. jarl af Warwick og enke efter Thomas, 14. baron Roos af Hamlake. Hans ældre bror var Henry Beaufort, 3. hertug af Somerset (26. januar 1436 – 15. maj 1464).
Efter Lancaster-fraktionens nederlaget i 1461 voksede Edmund op i Frankrig sammen med sin yngre bror John Beaufort, markis af Dorset, og efter henrettelsen af hans ældre bror Henry Beaufort, 3. hertug af Somerset efter Slaget ved Hexham i 1464, anerkendte Lancaster-fraktionen i februar 1471 Edmund som sin brors efterfølger og dermed den 4. hertug af Somerset , skønt hans brors fratagelse af ære, liv og gods aldrig var blevet annulleret, og hans titler forblev tabte. I en proklamation dateret 27. april 1471 tales der om Edmund som "Edmund Beaufort, der kalder sig selv hertug af Somerset".
I oktober 1470 vendte Beaufort tilbage fra Frankrig, da kong Edvard 4. blev tvunget af tronen, efter jarlen af Warwicks flugt og alliance med dronning Margrete, og kong Henrik 6., den første monark, der mistede sin trone under familiefejden, blev genindsat på tronen. På grund af hans lejlighedsvise sindssyge hjalp Margrete ham med at regere. Somerset var ikke entusiastisk over forsoningen og gjorde en ringe indsats for at samarbejde. Faktisk fik hans fiasko med at forsvare London mod Edvard 4. afgørende betydning, da det førte til Slaget ved Barnet (14. april 1471) og Warwicks død. Nogle kilder siger, at han var til stede i Barnet, men dette er en fejl.
Han flygtede vest mod Wales for at søge hjælp fra Jasper Tudor, men blev forhindret af York-hæren i Slaget ved Tewkesbury (4. maj 1471), hvor han ledte Lancaster-hærens bagtrop. Hans position var næsten til ikke at kunne blive angrebet, men under pres fra Edvards flamske skytter rykkede Beaufort, så snart slaget var begyndt, ned fra bakkerne og angreb Edvard 4.'s højre flanke. Han blev angrebet af både kongen og Richard, hertug af Gloucester, og blev snart tvunget på flugt, idet hans handling praktisk talt havde afgjort slaget i York-hærens favør.
Efter nederlaget søgte Somerset og andre Lancaster-ledere tilflugt i Tewkesbury Abbey, men de blev tvunget ud fra deres asyl to dage senere. De blev retsforfulgt og henrettet straks ved korset i Tewkesburys centrum, mandag den 6. maj 1471. Han blev begravet på sydsiden af Tewkesbury Abbey under en bue. Hans yngre bror John var blevet dræbt under slaget, og da begge døde ugifte, uddøde "Huset Beaufort og alle de titler, som de havde ret til".
Mordet kort derefter på Henrik 6. efterlod Edmunds kusine Margaret Beaufort, og hendes søn, Henry Tudor, som de ældste repræsentanter for Huset Lancaster.

## Fodnoter
1. ↑  Henry Beaufort, 2. hertug af Somerset havde fået frataget sin ære, liv og gods af parlamentet den 4. november 1461, og de fleste af hans landbesiddelser var blevet tildelt Edvards bror Richard, hertug af Gloucester og andre York-støtter.'"`UNIQ--ref-00000009-QINU`"' Henry Beaufort modtog en fuld benådning den 10. marts 1462/1463,'"`UNIQ--ref-0000000A-QINU`"' men efter hans henrettelse annullerede parlamentet den lov, der havde genoprettet hans titler, som igen blev tabte og ikke genoprettet restored.'"`UNIQ--ref-0000000B-QINU`"' Så selvom Edmund Beaufort blev tituleret af Huset  Lancasters støtter som den 3. hertug af Somerset, havde han ved parlamentslov ingen legitim ret til at bruge denne titel. I 1485, omkring enogtyve år efter hans død, fik Somerset sammen med Jasper Tudor alle love om fratagelse af ære, liv og gods mod dem annulleret i det første parlament under Henrik 7., "for deres sande og trofaste tro og tjeneste til den nævnte velsignede kong Henrik [6.]."'"`UNIQ--ref-0000000C-QINU`"'